# المعهد العالي للفن المسرحي بتونس
المعهد العالي للفن المسرحي بتونس هو المعهد العالي الرئيسي لتدريس الفنون المسرحية في تونس. يقع المعهد في منطقة العمران ويرجع بالنظر إلى جامعة تونس. يتولى منصب المدير هشام بن عيسى خلفا لمحمود ماجري. تتولى الكتابة العامة نزيهة الهبيل ويدير قسم الفنون والتقنيات الدرامية معز المرابط وقسم التكوين العام والأساسي أنور الطرابلسي.

## شهادات المعهد
- الإجازة الأساسية في المسرح وفنون العرض: مسلك مسرح الناشئة والوساطة المسرحية ومسلك فنون الممثل
- الإجازة التطبيقية في المسرح وفنون العرض: فنون مسرح العرائس
- الإجازة التطبيقية في تقنيات المسرح وفنون العرض:إضاءة وصوت والإجازة التطبيقية في الإنتاج الدرامي (مجمدة)[2]

## أبرز الخريجين
من أبرز الخريجين نذكر صالح الجدي، يوسف الصيداوي وفتحي الهداوي